# 밀레니엄 타워 (빈)

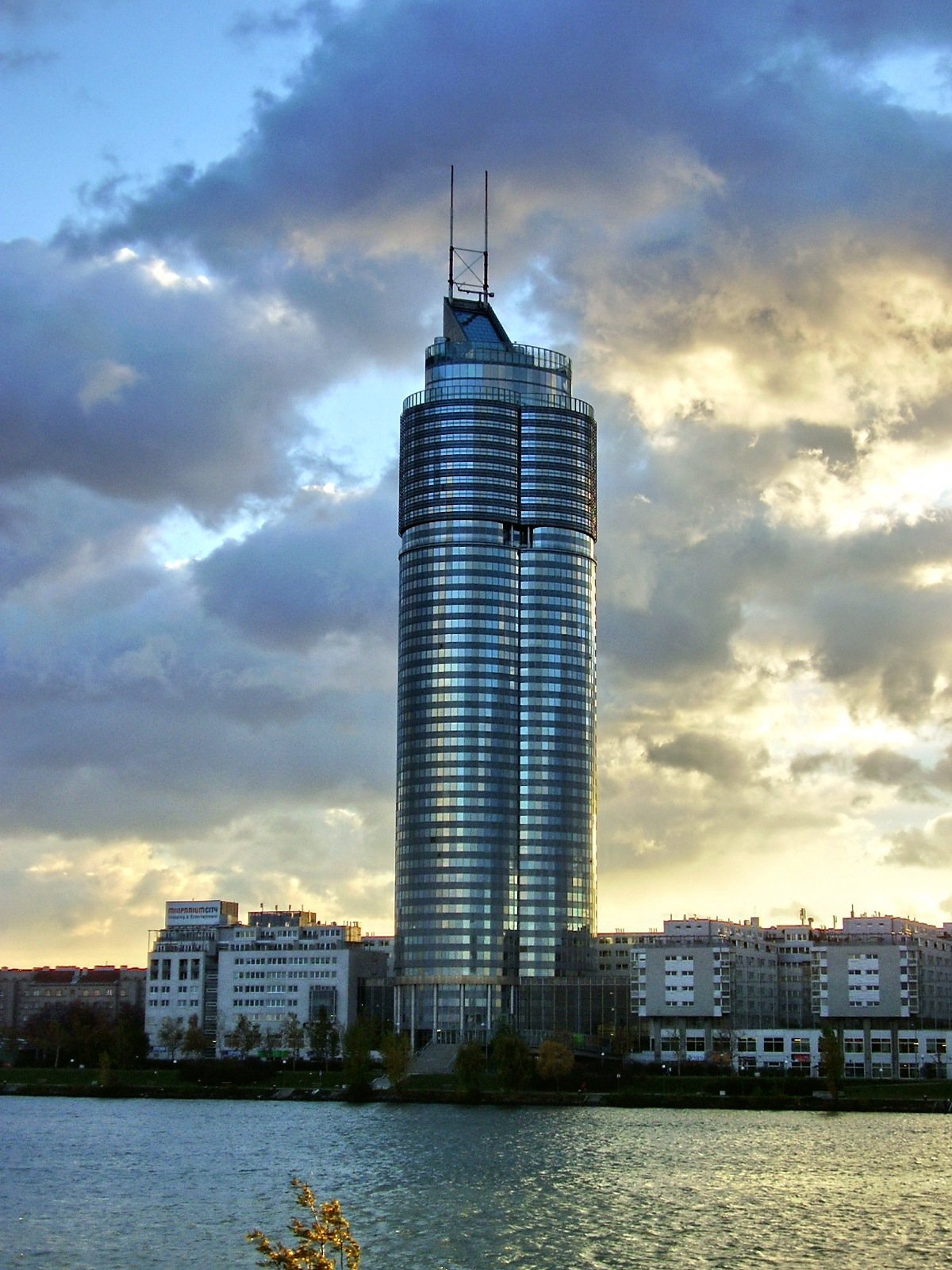
밀레니엄 타워

밀레니엄 타워(Millennium Tower)는 오스트리아 빈에 위치한 마천루로 오스트리아에서 4번째로 높다.